# Cattleya duveenii
Cattleya duveenii är en orkidéart som beskrevs av Guido Frederico João Pabst och Arthur Ferreira de Mello. Cattleya duveenii ingår i släktet Cattleya och familjen orkidéer. Inga underarter finns listade i Catalogue of Life.